# Michelbach (Rott)
Der Michelbach, am Oberlauf  Eschenbach und dann vielleicht auch Tiefengraben genannt, ist ein Moor- und Waldbach in den oberbayerischen Landkreisen Landsberg am Lech und zuletzt auch Weilheim-Schongau. Vor Raisting mündet er nach insgesamt etwa östlichem Lauf von links in den Amper-Zufluss Rott.

## Geographie

### Verlauf
Der Michelbach entsteht am Südwesteck des Gemeindegebietes von Markt Dießen am Ammersee auf etwa 708 m ü. NHN unter dem Namen Eschenbach im Forst Bayerdießen im Naturschutzgebiet Erlwiesfilz, Bremstauden, Am Eschenbächel; der nächste Ort ist der Weiler Schellschwang von Wessobrunn etwa 1,2 km weiter südlich. Zunächst dabei nur in flacher Mulde laufend, gräbt er sich im Zuge seines stark nach Norden ausholenden Oberlauf-Bogens stark ein. Spätestens nach dem Zufluss des Spindlergrabens von Westen her auf etwa 619 m ü. NHN heißt er Michelbach. Er fließt danach, mit weiterhin zahlreichen kurzen Richtungsänderungen, ostwärts, bis sein letzter großer Zufluss ihn auf 581 m ü. NHN von Nordwesten her erreicht. Hiernach läuft er in dessen Zuflussrichtung weiter, passiert zuletzt den Burgstall Menburg auf dem rechten Talmündungssporn zum Rottal und mündet schließlich zwischen dem Weiler Stillern und dem Hauptort von Raisting auf etwa 508 m ü. NHN von links in die Rott.
Der Michelbach hat im westlichen Teil seines Einzugsgebietes ein stark aufgefiedertes Zuflusssystem.

### Zuflüsse
Von der Quelle zur Mündung. Höhen nach der amtlichen topographischen Karte. Auswahl.
- Tiefergraben, von links auf etwa 664 m ü. NHN
- Spindlergraben, von rechts auf etwa 619 m ü. NHN
- Hinterer Krebsbach, von links auf etwa 584 m ü. NHN
- Vorderer Krebsbach, von links auf 581 m ü. NHN